# Vallina (Bagno a Ripoli)
Vallina è una frazione del comune di Bagno a Ripoli in provincia di Firenze.
La località si trova lungo la strada provinciale 34, detta di Rosano, che collega Pontassieve a Firenze: l'asse viario ha dato sviluppo prima al centro abitato, che segue l'asso longitudinale della via centrale, poi alla creazione di una vasta zona industriale.
La frazione, attraversata da un elevato transito veicolare, dovrebbe dotarsi nei prossimi anni di due nuovi ponti stradali sull'Arno che andrebbero ad armonizzare il traffico che collega Firenze alla Valdisieve, al Casentino e al Valdarno fiorentino. 
L'opera ripristinerebbe il collegamento diretto con l'altra sponda del fiume che è assente dal 1966 quando l'alluvione di Firenze distrusse il ponte sospeso che era stato costruito da un uomo solo: Guido Bartoloni ed inaugurato il 10 luglio 1949 alla presenza dei delegati del  sindaco  e degli abitanti di Vallina e di  Anchetta .   Il ponte infatti collegava Vallina alla frazione di Anchetta, mentre prima  esisteva solo un servizio di traghetto  gestito appunto dall'allora barcaiolo Guido Bartoloni.